# Else Huber
Elsa Klara „Else“ Huber (* 12. Januar 1883 in Mainz; † 6. April 1950 in Mainz) war eine Textilkünstlerin. Sie war gemeinsam mit ihrer Schwester Mathilde eine bedeutende Vertreterin der Dekorativen Kunst.

## Biografie

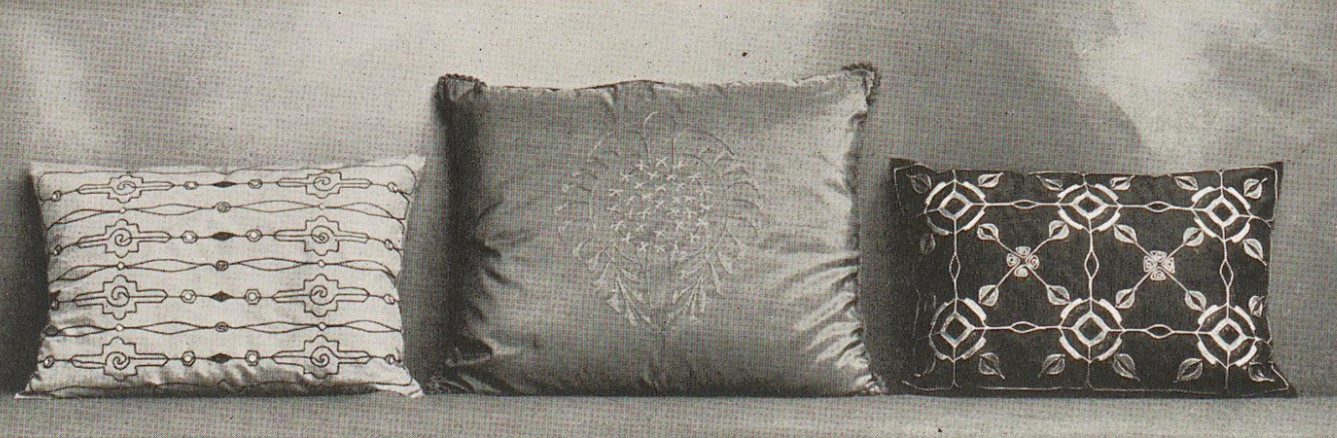
Kissen mit Maschinenstickerei (vor 1905)

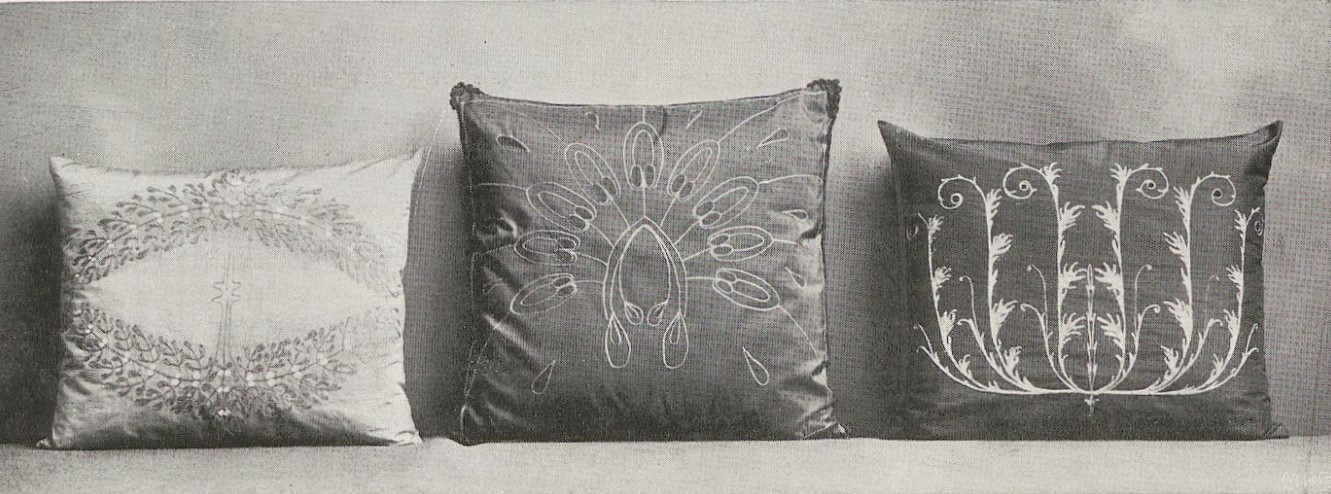
Kissenentwürfe vor 1905

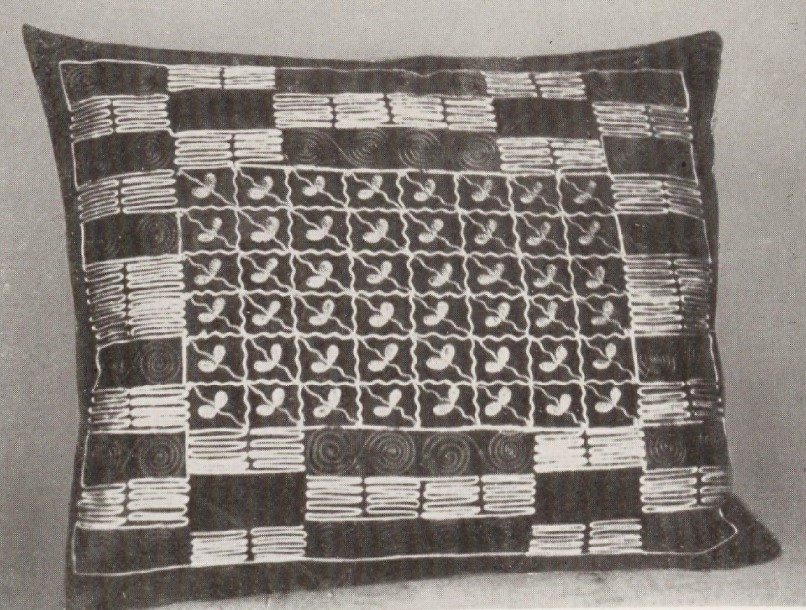
Kissen, Kurbelstickerei vor 1911

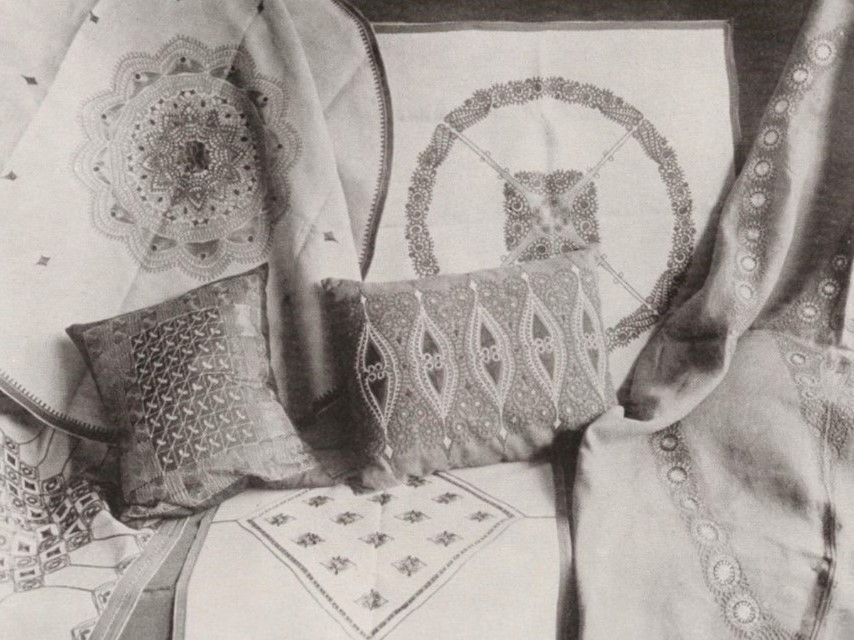
Runde Decken und Kissen (vor 1911)

Else Huber war die Tochter von Christiane Kling (ca. 1842–1917), genannt Nannette, und dem Möbelfabrikanten Anton Huber (1845–1923). Seit dem Jahr 1893 war er Hauptlehrer für Möbelzeichnen und Schreinerarchitektur an der Kunstgewerbeschule Mainz. Der Architekt Anton Huber, Mathilde Clothilde Huber (1874–1875), die Malerin und Kunstgewerblerin Mathilde Huber und der Architekt und Innenarchitekt Patriz Huber waren Else Hubers Geschwister.
Sie beteiligte sie sich mit den übrigen Familienmitgliedern an der Vorbereitung einer Gedächtnisausstellung für ihren früh verstorbenen Bruder Patriz in Gewerbemuseum Darmstadt.
Else Huber blieb unverheiratet und wohnte zuletzt in der Mittelgasse 16 in Ober-Olm. Sie verstarb mit 67 Jahren im St. Vincenz- und Elisabeth-Hospital in Mainz (heute Marienhaus Klinikum Mainz). Die Grabstätte befand sich auf dem Hauptfriedhof Mainz im Feld 47. Vermutlich in den 1970er Jahren wurde das Grab, in dem auch ihre Eltern, ihre Schwester Mathilde und ihr Bruder Patriz bestattet wurden, von der Verwandtschaft aufgekündigt und 1988 von der Friedhofsverwaltung wieder belegt.

## Künstlerisches Schaffen
Gemeinsam mit ihrer Schwester Mathilde war sie bekannt für Kunststickarbeiten und Kurbelstickerei. Die beiden entwickelten ornamentale, von Pflanzen inspirierte sowie abstrahierte Muster und führten diese materialgerecht aus. Ihre kunsthandwerklichen Arbeiten wurden in der Zeitschrift Deutsche Kunst und Dekoration: illustrierte Monatshefte für moderne Malerei, Plastik, Architektur, Wohnungskunst und künstlerisches Frauen-Arbeiten des Verlegers Alexander Koch sowie weiteren Fachzeitschriften veröffentlicht. Mit ihren Werken waren die Schwestern auf verschiedenen namhaften Ausstellungen vertreten. Bei der Louisiana Purchase Exposition 1904 präsentierte Else Huber einem gestickten Wandteppich.

## Rezeption
Die Deutsche Kunst und Dekoration sieht in den Schwestern große Talente mit technischem und künstlerischem Können. Ihren abstrakten wie floralen Motiven und Kompositionen wurde der Reiz des Neuen bescheinigt.
Die Berliner Architekturwelt bewertete die Werke von Mathilde und Else Huber anlässlich der Großen Berliner Kunstausstellung des Jahres 1905 als „in mancher Beziehung geradezu vollendet. Leichte lineare Muster wechseln mit stilisierten feinfaserigen Naturmotiven, wobei jedesmal der geschmackvoll gewählte Kissenbezug als Hintergrund zu entsprechender Wirkung kommt.“

## Werke (Auswahl)
- 1904: Gestickter Wandteppich[10]
- 1905: vier gestickte Kissen (mit Mathilde Huber)[11]
- 1905: zwei gestickte Decken (mit Mathilde Huber)[11]
- 1905: sechs gestickte Kissen (mit Mathilde Huber)[12]
- 1905: gestickte Decke (mit Mathilde Huber)[12]
- 1905: drei Kissen mit Maschinenstickerei (mit Mathilde Huber)[13]
- 1905: moderne Maschinenstickerei (zwei Kissen, mit Mathilde Huber)[14]
- 1905: moderne Maschinenstickerei (zwei Kissen, mit Mathilde Huber)[15]
- 1906: Stickereien (zwei Kissen, mit Mathilde Huber)[16]
- 1906: Stickereien (zwei Kissen, mit Mathilde Huber)[17]
- 1911: Decken und Kissen in Leinen mit Stickerei: Grün - Weiß - Rosa (mit Mathilde Huber)[18]
- 1911: Decke mit Kurbelstickerei. Grün und goldgelbe Seide (mit Mathilde Huber)[19]
- 1911: Gestickte Leinendecken und Kissen (mit Mathilde Huber)[20]
- 1911: Gestickte runde Decken und Kissen (mit Mathilde Huber)[21]
- 1911: Leinenkissen mit Kurbelstickerei, Ausführung in zweifarbiger Kurbelstickerei, Goldgelb und Blau auf Tabakbraun (mit Mathilde Huber)[22]

## Ausstellungen
- 1904: Weltausstellung in Saint Louis[7]
- 1905: Wohnungseinrichtungen (Kissen und Tischzeug) im Kaufhaus A. Wertheim[23]
- 1905: Große Berliner Kunstausstellung[6]
- 1906: III. Deutsche Kunstgewerbeausstellung Dresden[24]